# Innexina
Le innexine  sono proteine transmembrana che formano le gap junctions negli invertebrati. Le gap junctions sono formate da proteine di membrana che formano un canale permeabile agli ioni e a piccole molecole, connettendo funzionalmente il citoplasma di cellule adiacenti.
Fino alla seconda metà degli anni 1990 non si conosceva quale proteina venisse usata come gap-junction negli invertebrati, sebbene in tutti gli organismi pluricellulari le gap junctions svolgessero una funzione simile. Mentre venne ben caratterizzata la famiglia delle gap-junctions nei vertebrati (connexine o connessine), nessun omologo fu ancora trovato nei non-cordati.

## Struttura
Le innexine posseggono quattro segmenti transmembrana (TMSs) e come le proteine gap junction dei vertebrati (connessine), per formare un canale denominato "innexone" (nei vertebrati detto "connessone") c'è bisogno di sei subunità di innexina nella membrana plasmatica della cellula. Infine, due innexoni in membrane plasmatiche giustapposte possono formare una gap junction.
Strutturalmente, le pannexine sono simili alle connexine. Entrambi i tipi di proteina posseggono:
- un dominio N-terminale citoplasmatico;
- seguito da 4 TMSs che delimitano tre loops (uno citoplasmatico e due extracellulari);
- un dominio C-terminale citoplasmatico.

Inoltre, i canali di pannexina1 e pannexina 2 mostrano somiglianze nella struttura quaternaria rispetto ai connessoni, sebbene abbiano diversi numeri di oligomerizzazione.
Le vinnexine, omologhi virali delle innexine, furono identificate nei polydnaviruses presenti in associazione simbiontica obbligata con le vespe parassitoidi. È stato suggerito che le vinnexine possano alterare le proteine gap-junctions nelle cellule ospite infette, possibilmente modificando le comunicazioni cellula-cellula durante la risposta di incapsulazione negli insetti contaminati.

## Funzioni
Le pannexine possono formare "emicanali" transmebrana non-giunzionali per il trasporto di molecole più piccole di 1000 Da, o gap junctions inter-cellulari. Questi emicanali possono essere presenti:
- nella membrana plasmatica;

- nelle membrane del Reticolo Endoplasmatico e nell'apparato di Golgi.

Essi trasportano Ca2+, ATP, Inositolo Trisfosfato ed altre piccole molecole.
Essi possono formare emicanali con molta più facilità rispetto alle subunità di connessina.
La Pannexina 1 costituisce il canale cationico ad elevata conduttanza G nei miociti cardiaci.
La Pannexina 1 e la Pannexina 2 garantiscono il funzionamento di canali di neuroni e contribuiscono anche nel danno cerebrale ischemico.

## Esempi su organismi modello
- Caenorhabditis elegans
  - unc-7
  - unc-9
  - inx-3
- Drosophila melanogaster
  - Inx2
  - Inx3
  - Inx4 (zero population growth, zpg)
  - Ogre
  - shaking-B
- Hirudo medicinalis
  - Hm-inx1
  - Hm-inx2
  - Hm-inx3
  - Hm-inx6